# Viltrox
Viltrox est une marque de Shenzhen Jueying Technology Co., Ltd., une entreprise spécialisée dans la fabrication d'accessoires pour la photographie. Fondée en 2009, elle a son siège à Shenzhen, en Chine. Viltrox produit des objectifs, des éclairages et des adaptateurs pour appareils photo,.

## Histoire
La marque a été créée en 2009 et appartient à Shenzhen Jueying Technology Co., Ltd.

## Produits
Viltrox fabrique une variété de produits pour la photographie, notamment :
- Objectifs photographiques APS-C et Full frame
- Éclairages pour la photographie
- Adaptateurs pour appareils photo
- Moniteurs Vidéo

Les produits de Viltrox sont souvent considérés comme des alternatives moins coûteuses aux produits de marques plus établies telles que Fujifilm, Nikon et Sony ,,. Ils produisent notamment des objectifs à très grande ouverture (f/1.2, f/1.4).

## Monture Canon RF
En septembre 2022, Canon met un coup d'arrêt au développement d'objectifs en Monture Canon RF de constructeurs tiers en imposant notamment à Viltrox et Samyang de retirer leurs objectifs de la vente.